# دلیری
دلیری، دلاوری، بی‌باکی، نترس بودن (به انگلیسی: courage) و شجاعت یا تهور (به انگلیسی: Braveness) به معنی ازجان‌گذشتگی و دلاوری در کارها است و صفتی است از صفات نیکوی چهارگانه که حد وسط بی‌باکی و ترسو بودن به‌شمار می‌آید. واژه شجاعت عربی است. شجاعت به معنی نترس بودن نیست، کسی که از چیزی ترس ندارد شجاع نیست، بلکه اگر بتواند به ترس خود غلبه کند و جرأت کند با وجود ترسش کاری را انجام دهد شجاع است.

## گفتاوردها پیرامون دلیری
ملاصدرا در تعریف آن گوید:
شجاعت خلقی است که افعال میان تهور و جبن که از رذائل‌اند دو طرف افراط و تفریط آنند.
ابن مسکویه نیز دلیر را این‌گونه تعریف می‌کند:
«شجاع به هر کسی که دست به هر کار خطرناک و ترس آوری بزند نمی‌توان گفت، مثلاً اگر کسی در موقع خطرات طبیعی مثل زلزله، آتشفشان یا گردباد، یا از انواع بیماری‌های خطرناک، یا در کشتی به موقع طوفان نترسد شجاع نمی‌توان نامید.
ویا در زمانی که همه چیز خوب و امن است مثلاً تصمیم بگیرد خود را از پشت بام به پایین پرت کند یا بدون بلد بودن شنا وسط دریای خروشان بپرد شجاع نمی‌توان نامید. این‌گونه اشخاص بیش‌تر از این‌که شجاع باشند، نادان یا ساده‌لوح محسوب می‌شوند.
بلکه شجاع کسی است که در هر سختی و مصیبتی و ناگواری، صبور باشد و زود خود را نبازد و شکوه و شکایت نکند، و همچنین در زمانی‌که کاری را بر عهده می‌گیرد (که از لحاظ عقل و منطق و شرط زمان و مکان پسندیده‌است) دیگر در هنگام اجرا اگر با گرفتاری و مشکلی برخورد کرد و احیاناً مورد تهدید و فشاری هم قرار گرفت، جا نزند و با استواری و استقامت کارش را دنبال کند.
این شخص را شجاع نامند و این صفت، یک صفت پسندیده و مورد تشویق و احترام می‌باشد.»